# TAME
TAME – ekwadorska linia lotnicza z siedzibą w Quito. Jest komercyjną linią Ekwadorskich Sił Powietrznych i prowadzi regularne loty krajowe jak i międzynarodowe trasy. Jej nazwa jest skrótem od Transportes Aéreos Militares Ecuatorianos, później zmienione na Transportes Aéreos Mercantiles Ecuatorianos.